# آبشار سانست
 آبشار سانست (به انگلیسی: Sunset Falls) آبشاری است که در ایالت واشینگتن واقع شده و ارتفاع کلی ریزشگاه آن ۱۰۴ پا (۳۴ متر) است.